# Гасанзаде, Нариман Алимамед оглы
Нариман Алимамед оглы Гасанзаде (азерб. Nəriman Əliməmməd oğlu Həsənzadə; род. 18 февраля 1931, Пойлу, Газахский район) — азербайджанский поэт и драматург. Заслуженный деятель искусств Азербайджанской ССР (1981). Народный поэт Азербайджана (2005).

## Биография
Нариман Гасанзаде родился 18 февраля 1931 года в посёлке Пойлу (ныне — в Агстафинском районе Азербайджана) в семье железнодорожника. 
В 1953 году окончил факультет филологии Кировобадского государственного педагогического института. 
Союзом писателей Азербайджанской ССР был направлен на двухгодичные курсы по литературе (Москва). По их окончании поступил в Литературный институт имени А. М. Горького. Окончив его в 1957 году, возвратился в Баку.
С 1962 по 1965 год являлся аспирантом кафедры истории азербайджанской литературы Азербайджанского Государственного Университета.
В 1965 году получил степень кандидата филологических наук. Тема диссертации — «Азербайджано-украинские литературные связи».
C 1962 года — редактор Комитета телевидения и радио Азербайджанской ССР. 
Редактор издательства «Литература для детей и молодёжи». Начальник отдела газеты «Молодёжь Азербайджана», журнала «Азербайджан».
Главный редактор газеты «Литература и искусство» (1976—1990).
Директор азербайджанского отделения Литературного фонда СССР.
С 1954 года являлся членом КПСС.
Первый заместитель министра информации и печати Азербайджана (1991—2001).
Депутат Верховного Совета Азербайджана 12 созыва (1990—1995).
С 1978 года является главным редактором газеты «Литература и искусство». 
На данный момент является заведующим кафедрой языка и общественных наук Национальной Академии авиации.

## Творческая деятельность
Произведения Наримана Гасанзаде были переведены на языки народов СССР. 
Гасанзаде перевёл на азербайджанский язык произведения Александра Пушкина, Тараса Шевченко, Николая Некрасова, Ивана Франко, Леси Украинка и другие. 
Также Гасанзаде вёл исследования в области азербайджано-украинских отношений.
Всего в свет вышло более 30 книг Гасанзаде. По мотивам его пьес в ведущих театрах страны ставятся спектакли. 

## Сочинения
- «Друзья меня ждут» (поэтический сборник, 1956)
- «Душа моя хочет стиха» (поэтический сборник, 1964)
- «Моя ночь, мой день» (поэтический сборник, 1973)
- «Изумрудная птица» (поэтический сборник, 1976)
- «Ты простила» (поэтический сборник, 1979)
- «Не переживай» (поэтический сборник, 1982)[1]

Является автором поэм «Нариман» (1968), посвящённой Нариману Нариманову, и «Нуру Паша», пьесы «Пусть знает весь Восток» (1981), драмы «Атабеки» (1983), повествующей о жизни на территории Азербайджана в XII веке, повести «Хлеб тётушки Набат» (1974), ставшей первым прозаическим произведением Гасанзаде.

## Награды
- Орден «Независимость» (17 февраля 2021) — за особые заслуги в развитии азербайджанской культуры и многолетнюю плодотворную деятельность[4][5].
- Орден «Честь» (19 апреля 2011) — за заслуги в развитии азербайджанской культуры[6].
- Орден «Слава» (3 декабря 2001) — за заслуги в развитии азербайджанской литературы[7][2].
- Орден «Знак Почёта».
- Народный поэт Азербайджана (12 июля 2005) — за заслуги в развитии азербайджанской литературы и культуры[8].
- Заслуженный деятель искусств Азербайджанской ССР (1981).
- Премия Гейдара Алиева (10 мая 2017) — за особые заслуги в развитии азербайджанской культуры[9].
- Персональная стипендия Президента Азербайджанской Республики (11 июня 2002)[10].
- Поэт года (2010).